# Mercè Sibina i Nogué
Mercè Sibina i Nogué és una periodista catalana especialitzada en informació cultural i teatral.
Els seus inicis van ser al diari El Punt a Girona, però aviat va passar-se al periodisme televisiu: primer als informatius de Telecinco i després a Televisió de Catalunya; des del 2004 treballa a la delegació de Girona d'aquest mitjà, i s'ha especialitzat en els temes relacionats amb la cultura. Cobreix el Festival MOT tant a Olot com a Girona, fent crítiques literàries, i des de fa anys el Festival Temporada Alta fent-ne de teatrals. També va presentar la 5a edició de la gala dels premis Carles Rahola.
Ha fet els documentals L'Espera, juntament amb Ester Bertran, i Temporada Alta: L'èxit de l'efímer (amb Samuel Colomer), guanyador el 2015 del premi Carles Rahola de comunicació local al millor projecte sobre comunicació periodística.